# 최유기
《최유기》(일본어: 最遊記 さいゆうき[*], 영어: Saiyuki)는 중국 고전소설인 서유기를 바탕으로 하여 일본의 만화가 미네쿠라 카즈야가 만든 작품이다.
애니메이션으로 제작되어 TV 도쿄를 통해 방송되었으며, 만화책은 총 9권으로 이루어져 있다. 리부트작인 최유기 RELOAD와 스핀오프작인 최유기 외전 등이 있다.
현장 삼장과 손오공, 사오정, 저팔계 등 4명이 서역으로 여행하는 여행기를 담고 있다.

## 개요
〈STUDIO BACKGAMMON(バックギャモン)〉에서 발행한 동인지에서 시작해, 그 뒤 에닉스(エニックス; 현 스퀘어․에닉스)에서 간행하는〈월간 G판타지(月刊Gファンタジー)〉에서 1997년부터 연재를 시작했다. 〈최유기〉는 〈G판타지〉를 일약 스타덤에 올려놓은 간판작품의 하나가 되지만, 편집부와 사이가 좋지 않아 2002년에 〈최유기〉의 연재가 종료되게 된다. 그 뒤, 잇사이샤(一賽舎)(현 이치진샤(一迅社))의 〈코믹 ZERO-SUMI〉로 옮겨, 2002년 5월부터 〈최유기 RELOAD〉로 연재를 시작했으며 2009년까지 총 10권까지 간행되었다.
또한, 현재로부터 500년 거슬러 올라간 시대의 이야기인 〈최유기 외전(最遊記外伝)〉이 〈G판타지〉에서 동시 연재를 시작했다. 이적과 함께 게재하던 잡지를 〈코믹ZERO-SUM 증간 WARD(コミックZERO-SUM 増刊 WARD)〉(격월간)로 변경하여 연재하고 있으며, 이적의 영향으로 단행본은 1권 발행 이후 장기간 중단되었지만, 2005년 말에 5년 만에 속권이 발행되어, 동시에 에닉스로부터 발행된 절판 1권도 신장판(新装版)으로 발행되었다. 〈최유기 외전〉은 2009년 5월 현재 3권까지 간행되었다.
〈최유기〉는 1999년에 OVA와 드라마CD를 시작으로 2000년에는 TV애니메이션과 애니메이션 라디오를 전개하여, 2001년에는 극장판과 그 소설판이 발표되었다. 2003년부터 2004년에 걸쳐 TV애니메이션이 재방송되었으며, 다른 저자에 의한 오리지널 소설(미네쿠라 카즈야는 삽화)이 발행되는 등의 다양한 발전을 이루었다. 2007년에는 8년 만에 OVA가 발표되었으며, 2008년부터는 뮤지컬〈최유기 가극전(最遊記歌劇伝)〉이 상연되기 시작하였다.
〈최유기〉는 타이틀처럼, 중국의 설화 《서유기(西遊記)》를 모티브로 한 작품이며, 〈가장 노는 서유기(最も遊ぶ西遊記)〉라는 의미이다. 시대배경은 옛날 중국풍이지만, 마작이나 캔맥주, 담배 등 현대시대에서 볼 수 있는 물건들이 다수 등장할 뿐만 아니라 코믹적인 웃음도 더해져 독특한 세계관을 만들어 내고 있다. 또한 꽃미남형의 캐릭터가 많아 〈비주얼계 최유기〉로 불리고 있다.

## 애니메이션 시리즈
- 최유기 : OVA

- 환상마전 최유기 : TV애니메이션

〈최유기〉의 이야기 무대는 도원경으로 한때 인간과 요괴가 공존하는 평화로운 세계였다. 그러나 500년 전 투신(闘神)․ 나타(哪吒)태자에 의해 천축국(天竺国)․폐등성(吠登城)에 묻힌 대요괴 〈우마왕(牛魔王)〉을, 금단시 되어온 〈과학과 요술의 합성〉을 이용해 부활을 꾀하려는 자가 나타난다. 그 영향으로 〈음의 파동〉이 도원경 전체에 퍼져, 요괴들이 갑자기 자아를 잃고 흉포해져 인간을 습격하기 시작한다. 혼돈해져가는 도원경을 심각한 사태로 파악한 관세음보살(觀世音菩薩)은 삼불신(三仏神)을 통해 현장삼장에게 손오공, 사오정, 저팔계를 데리고 서쪽으로 향하도록 명한다. 이렇게 해서 네 명은 〈우마왕〉의 소생실험을 저지하기 위해서 서쪽을 향한 여행에 나서게 된다.
- 환상마전 최유기 선택받지 못한 자의 진혼가 : 극장판

- 최유기 RELOAD : TV애니메이션(최유기 시리즈 리부트)

최유기의 리부트작인 〈최유기 RELOAD〉는 앞서 언급한 〈최유기〉로부터 약 반년 뒤인, 여행에 나선지 1년이 지난 도원경을 무대로 하고 있다. 원작 〈최유기〉에 이어지는 내용이기는 하나 이는 원작 만화에 없는 에피소드가 대부분이며, 5화를 뺀 나머지 20화는 애니메이션의 독자적인 작품이다. 그 중 17화부터 25화까지는 무인편 중 신편을 베이스로 했다.
- 최유기 RELOAD GUNLOCK : TV애니메이션(최유기 시리즈 리부트)

〈최유기 RELOAD〉가 방영이 종료된 이후 곧바로 〈최유기 RELOAD GUNLOCK〉으로 리부트해 방영되었는데, 이것 역시 8화를 뺀 나머지 18화는 애니메이션 독자적인 작품으로 만화에 없는 내용을 그리고 있다.〈최유기 RELOAD GUNLOCK〉에서는 원작인 만화에서 주요인물로 등장하는 헤이젤 글로스와 그 종자(從者) 가토가 등장하지만 원작이 아직 연재중이었던 관계로 이야기의 흐름을 크게 바꾸지 않는 한도 내에서 결말을 맺었다.
- 최유기 RELOAD -burial-

〈최유기 RELOAD -burial-〉은 2007년부터 1년여 동안 3개의 OVA로 발매되었다. 여기서는 500년 전의 주인공들의 전생과 과거의 이야기를 주로 다루고 있으며 1권은 〈삼장법사의 장〉, 2권은 〈손오공의 장〉, 3권은 〈오정&팔계의 장〉으로 나뉘어 있다. 이는 원작에서 이미 인기를 얻은 매장편(埋葬編)을 중심으로 하고 있다는 점에서, TV 애니메이션 작품 자체의 질과 원작에서 벗어난 스토리로 논란이 끊이지 않던 팬들 사이에서 기대를 모으게 했던 작품이다.
- 최유기 외전

〈최유기 RELOAD -burial-〉이후 4년만에 제작된 최유기 시리즈의 애니메이션. 제목 그대로 삼장 일행의 전생 이야기를 다룬 외전을 애니메이션화한 작품. 특이사항으로 그동안 최유기 시리즈의 애니메이션은 스튜디오 피에로가 제작해 왔으나, 최유기 외전은 Anpro라는 신생 제작사가 제작했다. 덕분에 주요 제작진이 대부분 교체되었으나 주역 4인의 성우들은 교체되지 않고 그대로 이어졌다. 오프닝과 엔딩 주제가는 Kokia가 불렀다.
- 최유기 리로드 블래스트

- 최유기 리로드 -제로인-

## 등장 인물

### 삼장팀 멤버
- 현장 삼장(玄奘三蔵; げんじょう さんぞう; Genjo Sanzo/Sam Jang)

성우: 타카기 와타루(OVA판)→세키 토시히코(TV 애니메이션판), (소년기:코바야시 유코(환상마전)→사사지마 카오루(RELOAD))(원작), 홍시호(더빙판)
연령: 23세→24세(RELOAD)　신장: 176cm　생일: 11월 29일　혈액형: A형
정식 법명·현재 신분은 〈제31대당아현장삼장법사(第31代唐亜玄奘三蔵法師)〉〈북방천제사(北方天帝使)〉.
최고승〈삼장법사〉의 한사람이지만, 불도에 귀의할 마음은 없고, 음주·흡연·도박을 즐기는 파계승. 프라이드가 높고 고집이 세다. 오만하고 자기중심적이지만 뛰어난 통찰력과 카리스마성을 겸비했다. 다른 사람을 자주 부려먹으며 다른 멤버는 하등하다고 공언한다. 입버릇은 〈죽어〉〈죽인다〉이다.
금발에 짙은 보라색의 눈동자, 또한 용모단려해서 유소년시대에는 여자아이로 착각하는 사람이 많았다. 현재에도 금발 미인이라는 소릴 듣는다. 우마왕 소생실험 저지라는 삼불신의 명령에 의해 오공, 오정, 팔계와 함께 천축국으로 향한다.
어렸을 때 이름은 강류(江流; Koryu). 소년시대에는 양자강에 버려져있던 것을 광명삼장(光明三蔵)이 거두어, 금산사에서 자랐다. 유년기때부터 법력·무술 모두 뛰어나 천부적인 소질을 보여 다른 승려들에게 두려움의 대상이었다.
13세에 삼장법사의 호칭을 이어받아, 〈성천경문(聖天経文)〉과 〈마천경문(魔天経文)〉의 계승자가 되었다. 그러나 광명을 눈 앞에서 잃고, 성천경문을 빼앗겼기 때문에 그 경문과 스승의 원수를 계속 찾게 된다.
무기는 승령총이고, 법의와 마천경문이 트레이드마크로 있는데, 무인편(환상마전 최유기)에서는 맨다리에 다비와 게다를 신지만, 리로드에서는 속바지(애니메상에서는 진바지)와 더불어 부츠까지 신고 다닌다.
- 손오공(孫悟空; そん ごくう; Son Goku/Son Oh Gong)

성우:오카노 코우스케(OVA판)→호시 소이치로(TV 애니메이션판)(원작), 김영선(더빙판)
연령: 18세→19세(RELOAD)　신장: 162cm　생일: 4월 5일　혈액형: O형
화과산의 선암란에서 태어났다. 대지의 생명에너지가 집결해 탄생한 요괴, 사람, 신도 아닌 이단의 존재. 혼돈의 상징. 흉사의 상징인 금청안(金晴眼)을 가진 소년. 때문에 500년전에 천계에서 보호되었다. 그곳에서 많은 우정을 얻지만 나중에 큰 죄를 지어 지상계·오행산의 돌로 만들어진 감옥에 봉인된다. 삼장에 의해 감옥의 봉인을 풀게 되지만, 천계의 기억은 현재도 봉인되어 있다.
먹는 것이 사고의 대부분을 차지하고, 〈배고파!〉가 입버릇인 덜렁이 성격. 삼장이나 오정으로부터 〈바보 원숭이〉라고 불리며, 어린애 취급당하고 있다. 겉과 속이 다르지 않은 상냥함과 밝은 성격을 가졌고, 일이든 사람이든 본질을 정확하게 꿰뚫어보는 경우도 있다. 500년을 고독하게 보내왔기 때문에 다른 사람의 고독에 민감하다.
무기는 여의봉이고, 의상 중에서 망토와 청바지가 트레이드마크로 있다.
- 사오정(沙悟浄; さ ごじょう; Sha Gojyo/Sa Oh Jung)

성우: 야마데라 코이치(OVA판)→히라타 히로아키(TV 애니메이션판), (소년기:스즈키 카유(환상마전)→호소노 마사요(RELOAD))(원작), 김환진(더빙판)
연령: 22세→23세(RELOAD)　신장: 184cm　생일: 11월 9일　혈액형: B형
- 저팔계(猪八戒; ちょ はっかい; Cho Hakkai/Juh Pal Gye 혹은 Juh Pal Gea)

성우: 이시다 아키라, (소년기:히가시 사오리)(원작), 김승준(더빙판)
연령: 22세→23세(RELOAD)　신장: 181cm　생일: 9월 21일　혈액형: AB형
- 백룡(지프)(白竜; はくりぃう; Hakuryuu=ジープ; Jeep)

성우: 모로타 카오루(환상마전)→오카지마 타에(RELOAD)(원작), 김희선(환상마전)→정혜옥(RELOAD)(더빙판)

### 우마왕팀 멤버
- 홍해아(紅孩兒; こうかいじ; Kougaiji)

성우: 마츠다 유우키(OVA판)→쿠사오 타케시(TV애니메이션판)(원작), 손원일(환상마전)→최원형(RELOAD)(더빙판)
우마왕과 그의 정실부인 나찰녀 사이에서 태어난 아들.
- 팔백서(야오네)(八百鼡; やおね; Yaone)

성우: 이시무라 토모코(OVA판)→미나구치 유코(TV애니메이션판)(원작), 김희선(환상마전)→여민정(RELOAD)(더빙판)
TVA에서는 5화부터 등장. 1999년판 OVA에서도 등장했다.
홍해아 진영의 전속 약제사. 부모가 약제사였기 때문에 그녀도 그 재능을 이어받아 '약'이라는 글자만 들어가면 각종 의약품부터 심지어 폭약(!)까지 자유자재로 다룰 수 있는 그야말로 약에 있어서는 전문가.
- 독각시(独角兕; どくがくじ; Dokugakuji)

성우: 마츠모토 다이(환상마전)→코스기 쥬로타(RELOAD)(원작), 박지훈(환상마전)→김정은(RELOAD)(더빙판)
- 이린(李厘; りりん; Ririn)

성우: 노가와 사쿠라(OVA판)→모로타 카오루(환상마전)→故 카와카미 토모코(RELOAD)(원작), 김지혜(더빙판)
우마왕과 옥면공주 소생의 딸. 즉 홍해아의 이복 여동생이다. 참고로 서유기의 속편 후서유기에서 우마왕과 옥면공주 사이에 태어난 아이가 나오기는 하는데 그 아이는 남자아이이다. 이름은 흑해아(黑孩兒).
- 니건일(你健一; Dr.Ni)

성우: 오오츠카 호우츄(니건일 & 오곡삼장)/토리우미 코스케(건읍/Burial)(원작), 이상헌(환상마전)→김기흥(RELOAD)(더빙판)
니건일, 오곡 삼장법사, 건읍 세 가지 다 이 한 사람을 가리키는 이름이다.
- 옥면공주(玉面公主; ごくめんこうしゅ; Gokumen Koushu)

성우: 토마 유미(OVA판)→사토 시노부(TV애니메이션판)(원작), 김지혜(환상마전)→이동은(RELOAD)(더빙판)
- 자쿠로(雀呂; ざくろ; Zakuro)

성우: 호리우치 켄유

### 그 외
- 청일색(清一色)

성우: 이시마루 히로야(TV애니메이션판)(원작), 이종혁(더빙판)
- 광명삼장(光明三蔵)

성우: 나리타 켄(환상마전)→미야모토 미츠루(RELOAD)(원작), 손원일(환상마전)→홍범기(RELOAD)(더빙판)
- 관세음보살(觀世音菩薩; かんぜおんぼさつ; Kanzeon Bosatsu)

성우: 와타나베 미사(환상마전)→이가라시 레이(RELOAD)(원작), 김아영(환상마전)→주자영(RELOAD)(더빙판)
- 나타(哪吒; なたく; Nataku)

- 신(カミサマ)

성우: 나미카와 다이스케(원작), 서윤선(더빙판)
- 헤이젤 그로스

성우: 토오치카 코이치(원작), 정명준(더빙판)
- 가티 네네호크(가트)

성우: 코야마 리키야(원작), 정승욱(더빙판)

### 애니메이션 오리지널 멤버
- 호무라(투신태자 염)(焰; ほむら; Homura)

성우: 모리카와 토시유키(원작), 김민석(더빙판)
- 염권(焔推; えんすい; Ensui)

성우: 미키 신이치로
- 오도완(呉道雁; ごどうがん; Go Dougan)

성우: 오키아유 료타로(원작), 성완경(더빙판)
- 제논(是音; ぜのん; Zenon)

성우: 호리카와 진
- 시엔(紫鴛; しえん; Shien)

성우: 야나카 히로시
- 붕란(朋蘭; ほうらん; Houran)

성우: 야지마 아키코(원작), 채의진(더빙판)

## 게임
- 환상마전 최유기 ~ 사막의 사신(四神) ~(게임보이)
- 환상마전 최유기 Retribution ~ 햇빛 비추는 곳 ~(원더스완 컬러)
- 환상마전 최유기 ~ 머나먼 서쪽으로 ~(PS1)
- 환상마전 최유기 ~ 반역의 투신태자 ~(GBA)
- 환상마전 최유기 ~ 희망의 죄과 ~(PS2)

-스튜디오 피에로가 담당한 애니메이션과 시뮬레이션의 결합으로 릴리즈
- 최유기 RELOAD(PS2)

-비주얼노벨 형식의 시뮬레이션으로 릴리즈
- 최유기 Reload Gunlock(PS2)

-격투게임 & 18금으로 릴리즈
무인편에 나온 보스 중 청일색과 애니메이션판 리로드에서도 출연했던 신도 출연.
우마왕팀은 홍해아만이, 이방인팀인 헤이젤과 가트는 동반출연.

## 뮤지컬

### 시리즈
- 최유기 가극전 - Go To The West -
- 최유기 가극전 - Dead Or Alive -
- 최유기 가극전 - God Child -
- 최유기 가극전 - Burial -
- 최유기 가극전 - Reload -(※최유기 가극전 리부트공연)

※모든 시리즈에서 삼장팀은 Reload때의 의상을 적용.
※여성캐릭터인 이린, 팔백서, 옥면공주(Reload에서는 등장), 백룡은 미등장.

### 삼장팀 멤버
Go To The West & Dead Or Alive
- 현장삼장-스즈키 히로키
- 손오공-시이나 타이조
- 사오정-마루야마 아츠시
- 저팔계-사이네이 류지

God Child부터
- 현장삼장-스즈키 히로키
- 손오공-시이나 타이조
- 사오정-아유카와 타이요
- 저팔계-후지와라 유우키

### 우마왕팀 멤버
Go To The West & Dead Or Alive
- 홍해아-오노다 류노스케
- 독각시-우에노 료

Reload
- 홍해아-오노다 류노스케
- 독각시-하타케야마 료

### 그 외
- 니건일(전 시리즈) & 오곡삼장(Burial)-카라하시 미츠루
- 육도・주영-이와타 유민(Go To The West)
- 관세음보살-Ryohei(Go To The West)
- 이랑신-호리이케 나오타카(Go To The West)
- 청일색-나카무라 류스케(Dead Or Alive)
- 신-히라노 료(God Child)
- 금각-시바이리 타쿠야・호소카와 하루타(God Child)
- 은각-무라타 미츠(God Child)
- 광명삼장-미카미 슌(Burial & Reload)
- 강내삼장-다이슨 오오야(Burial)
- 시각대승정(Burial) & 왕노사(Reload)-우지스케
- 번리-쿠라누키 마사히로(Burial)
- 건읍-후지타 레이(Burial)
- 자쿠로-하야시 슈지(Reload)
- 곤-아유바 슈리・후지무라 마유(Reload)